# DSS (étalon RMN)
 (juin 2023).
Si vous disposez d'ouvrages ou d'articles de référence ou si vous connaissez des sites web de qualité traitant du thème abordé ici, merci de compléter l'article en donnant les références utiles à sa vérifiabilité et en les liant à la section « Notes et références ».
Pour les articles homonymes, voir DSS.
Le DSS est l'abréviation utilisée pour désigner l'acide 4,4-diméthyl-4-silapentane-1-sulfonique, ou acide 3-triméthylsilylpropane-1-sulfonique, qui est un composé chimique de formule semi-développée CH3–Si(CH3)2–CH2–CH2–CH2–SO2OH.

## Étalon RMN
Il est utilisé comme standard d'étalonnage en spectroscopie RMN de l'hydrogène et du carbone, de la même façon que le tétraméthylsilane Si(CH3)4 (le TMS), mais avec une bien meilleure solubilité dans l'eau. Alors que le TMS est le standard RMN généralement utilisé dans les solvants organiques tels que le chloroforme deutéré CDCl3 ou le benzène deutéré C6D6, le DSS et son sel de sodium sont davantage employés pour les études de protéines en solution aqueuse, généralement effectuées dans l'eau deutérée.